# Angel Type
Angel Type (エンジェル タイプ) és una novel·la visual eroge desenvolupada per Minori.